# 特雷斯蓬塔斯
特雷斯蓬塔斯是巴西米纳斯吉拉斯州的一个市镇。总面积689.421平方公里，总人口52121人，人口密度75.6人/平方公里。